# François Garnier (peintre, 1914-1981)
Pour les articles homonymes, voir François Garnier (homonymie) et Garnier.
François Garnier, né le 27 avril 1914 à Paris et mort le 8 juin 1981 à Rennes, est un peintre et illustrateur français.
Il est connu pour ses illustrations datant de 1959 de la Méthode Boscher, méthode de lecture éditée à l'origine par les éditions Chapron puis rééditée sans interruption depuis 1984 par les éditions Belin, et vendue à des dizaines de milliers d'exemplaires. Il est aussi l'auteur des illustrations de la méthode de lecture Poucet et son ami et de plusieurs autres ouvrages pédagogiques.
Son œuvre riche emprunte à diverses formes et techniques d’expression artistique (dessin, peinture, sculpture). Sa peinture est marquée par une double inspiration bretonne et espagnole.

## Biographie
François Garnier naît à Paris le 27 avril 1914 et passe son enfance au Chesnay (Yvelines).
Élève à l’école des beaux-arts de Paris (Atelier Roger) de 1933 à 1939, il obtient le prix Chenavard.

Il fait son service militaire en 1935-1936 en Algérie à Constantine dans le 3e régiment de zouaves dont il conçoit et dessine l'insigne.

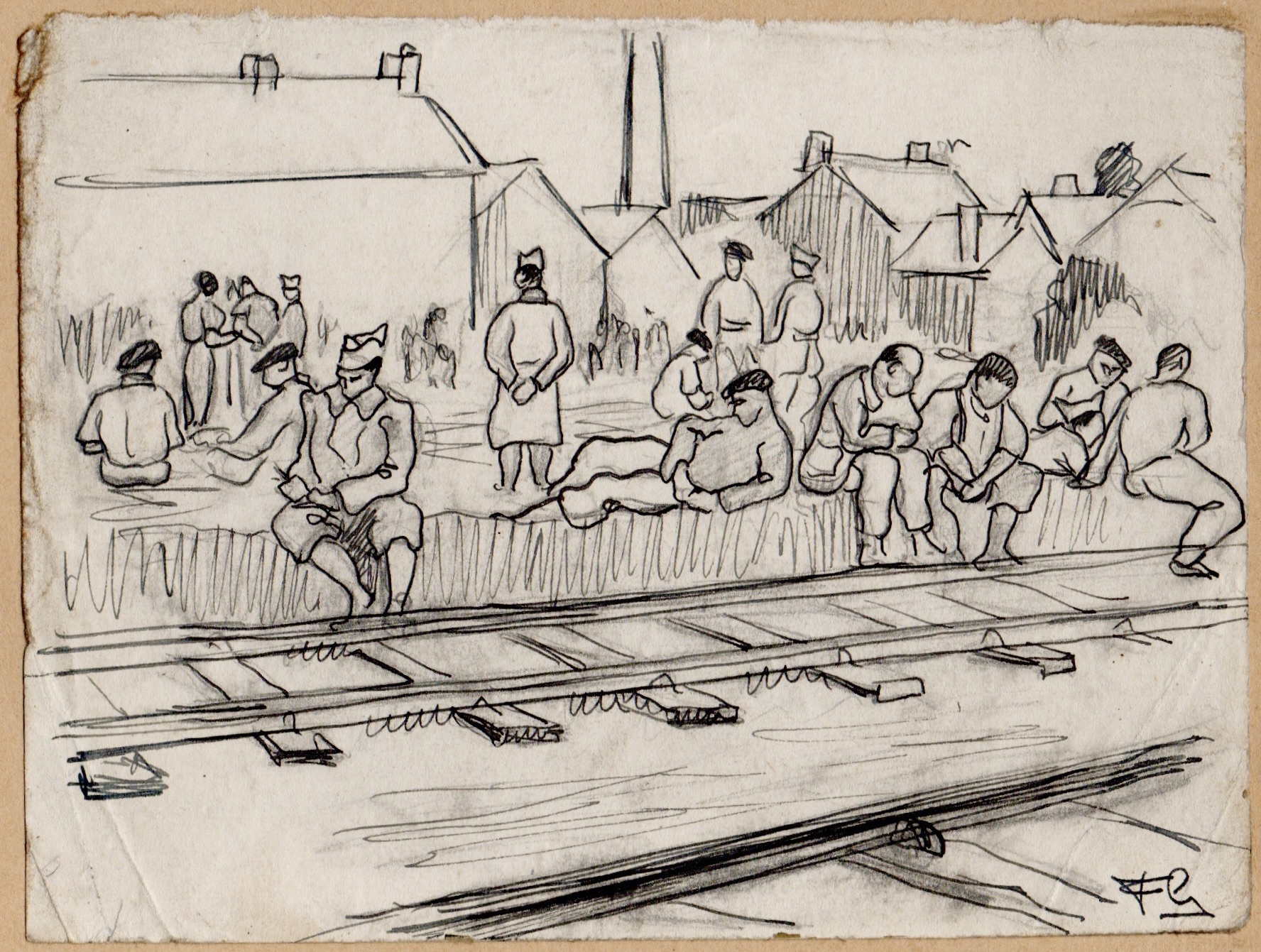
Camp de Pithiviers (France), août 1940, Coll. particulière

Mobilisé en juillet 1939, il est fait prisonnier fin juin 1940 (détenu au camp de Pithiviers pendant deux mois avant d’être envoyé en captivité en Allemagne puis en Autriche jusqu’en 1943). Il réalise de très nombreux croquis, dessins et peintures du camp français et des stalags, dont certains ont été exposés en 1945 à Paris. 
À son retour de captivité, il obtient en 1944 son degré supérieur de professorat de dessin. Après des postes en lycée, à Mont-de-Marsan puis à Rennes, il est nommé au début des années 1950 professeur titulaire à la chaire-maîtresse de dessin, anatomie et perspective (cours supérieur) à l'École des Beaux-Arts de Rennes, et professeur titulaire de dessin, ornement et antique à l'École régionale d'Architecture de Rennes. Il enseigne jusqu’à la fin des années 1970. Il est fait officier des Palmes académiques en 1967 et chevalier des Arts et Lettres en 1968.
Il épouse en 1944 à Paris Geneviève Caspar, veuve d'un résistant fusillé par les Allemands et mère d'un petit garçon que François Garnier élève comme le sien. Ils ont ensemble quatre autres enfants.
Il meurt à Rennes le 8 juin 1981.

## Œuvre

### Peintre

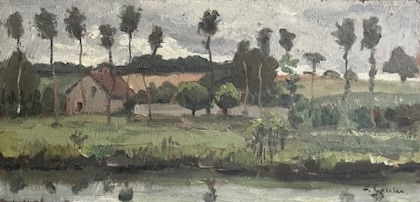
Bord de Loire, 1944 (Huile sur panneau), Collection particulière

Ses œuvres, figuratives, utilisent de nombreux types de supports (toile, papier, bois…) et procèdent de techniques diverses (huile, gouache, mine de plomb, encre de Chine, sanguine…).
Sa production est éclectique : paysages, nus féminins, nombreux portraits - dont celui de Colette Destouches, fille de Louis-Ferdinand Céline, en 1938 - et natures mortes (bouquets de fleurs). Son entourage familial, notamment sa femme, lui sert souvent de modèle.
Ses thèmes de prédilection sont :

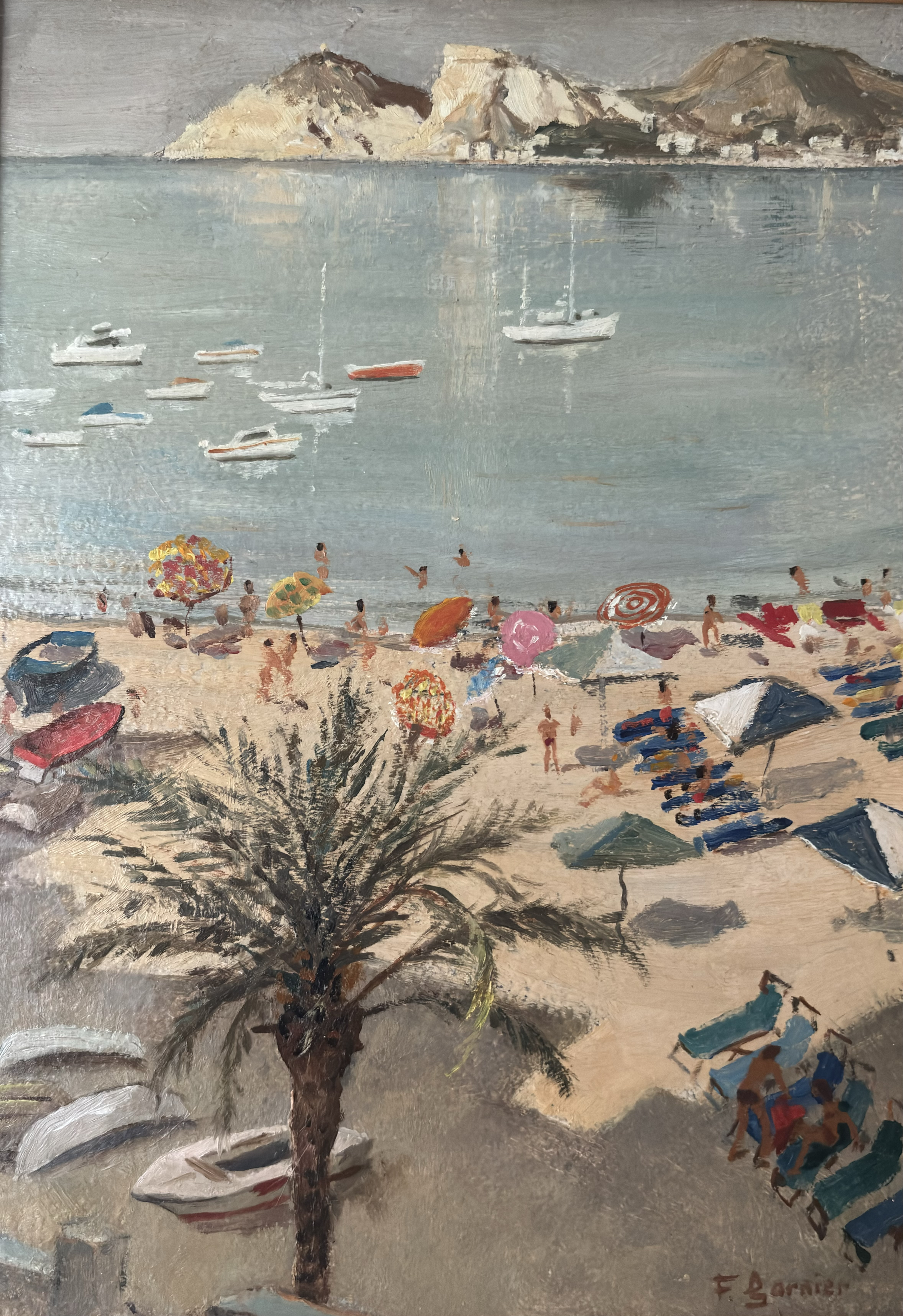
Le palmier, huile, 1978, Coll. particulière

- la Bretagne, en particulier le Vieux Rennes auquel il consacre une série de dessins au milieu des années 60, les côtes bretonnes (nombreuses marines) et la campagne d'Ille-et-Vilaine ;
- l'Espagne, où il effectue des séjours réguliers à partir de la fin des années 1950, et qui lui inspire de nombreux dessins et peintures.

Tout au long de sa carrière, ses peintures et dessins font l’objet de nombreuses expositions, à Rennes, Paris, Versailles, Erlangen (Allemagne), largement relayées par la presse… 
Quelques années après sa mort, en décembre 1985, la Ville de Rennes organise une exposition-hommage.
Une de ses œuvres fait partie des collections du musée des beaux-arts de Rennes.
François Garnier signe généralement ses œuvres « F. Garnier » ou « F.G ».

### Illustrateur

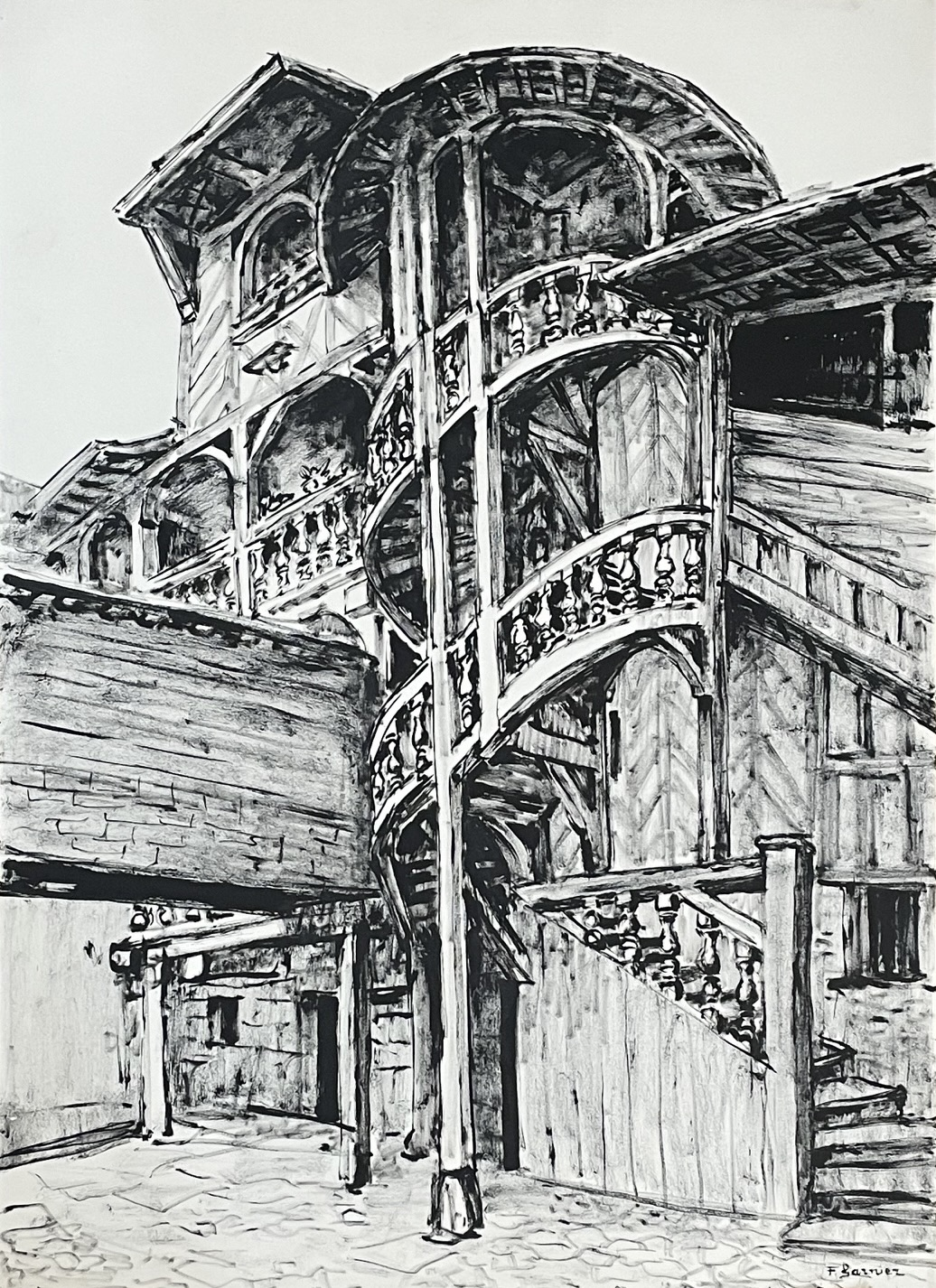
Escalier du 5 rue du Chapitre à Rennes, dessin sur Canson, 1965, Coll. particulière.

En parallèle de son œuvre de peintre, François Garnier est l'auteur de très nombreuses illustrations, en réponse à des commandes diverses, notamment pour des ouvrages pédagogiques. C'est à ce titre qu'il est sollicité à la fin des années 50 pour renouveler les illustrations de la Méthode Boscher. Les vignettes pleines de vie et de couleurs qu'il réalise pour ce manuel bien connu témoignent des transformations de la France en ce milieu du XXème siècle, où la charrue du laboureur et la cabane du sabotier côtoient avions et voitures américaines, tandis que les intérieurs s'équipent d'appareils électroménagers et de meubles en Formica.

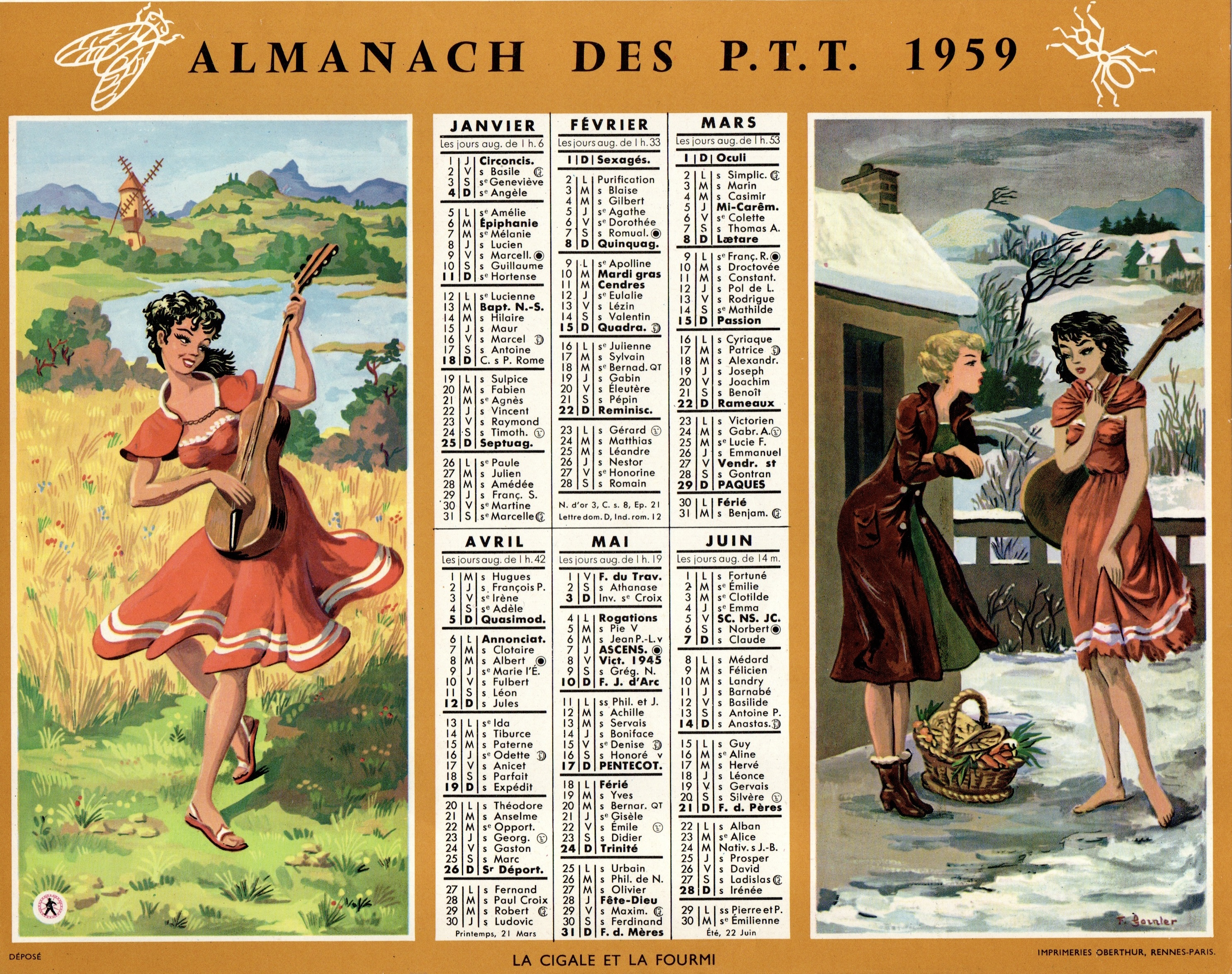
La Cigale et la Fourmi, illustration pour un calendrier de 1959.

Il illustre également à cette époque des contes de fées, des fables, des chansons françaises traditionnelles, pour les calendriers et almanachs postaux produits par les imprimeries rennaises Oberthur.Dans un tout autre genre, il réalise des illustrations pour différents recueils de poèmes, en particulier un choix de poèmes de Baudelaire extraits des Fleurs du Mal dont seule une édition originale est tirée. 
Enfin, il produit des dessins publicitaires, des affiches et des caricatures.    

### Publications

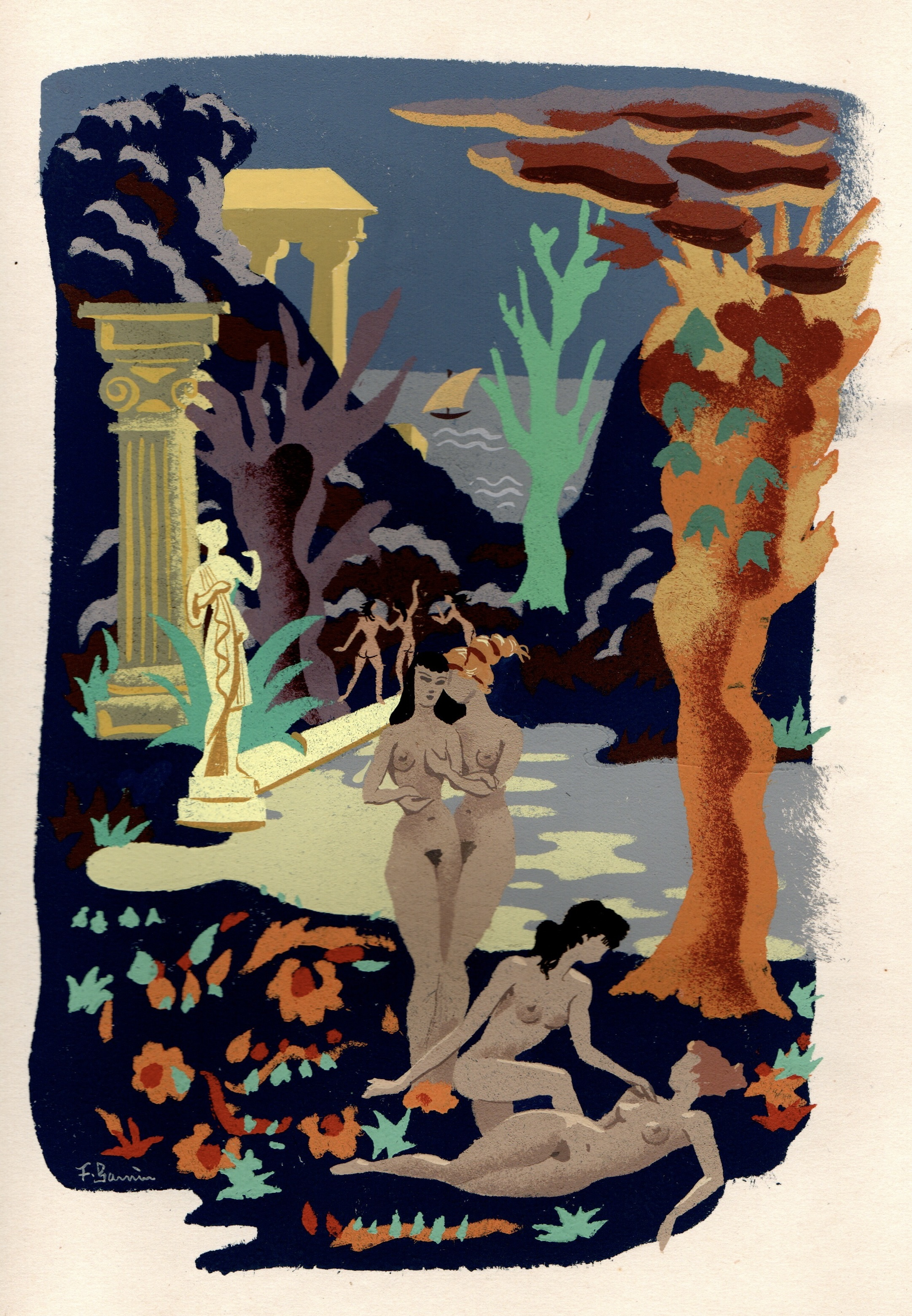
Illustration pour Lesbos (Baudelaire, Les Fleurs du mal, édition originale illustrée).

- Outre les ouvrages scolaires déjà cités, François Garnier a illustré un recueil de poèmes sur la guerre : Hubert Arger, La Besace, éditeur Yves Demailly, Lille, 1950
- En septembre 2013, ses carnets de guerre, textes, croquis et peintures, presque tous inédits, font l'objet d'un ouvrage paru aux Presses universitaires de Rennes : François Garnier, Prisonnier de guerre, 1939-1943, textes, dessins et peintures présentés par Louis Pape, Presses universitaires de Rennes, 2013 (lire en ligne).
- Des illustrations de François Garnier apparaissent dans plusieurs ouvrages récents consacrés aux manuels et matériels scolaires de l'après-guerre, notamment :
  - Daniel Durandet, Les livres de nos cartables, Editions du Layeur, Paris, 2006, p. 32 et p. 35-36
  - Philippe Rossignol, L'École de Mr Rossignol : L'imagination pédagogique en images et en couleurs, Histoire des Editions Rossignol de 1946 à 1996, Editions Hypolaïs, 2007
  - Philippe Simon, Les méthodes de lecture de notre enfance, Editions de La Martinière, Paris, 2013, p. 41 à 47 et p. 100 à 105